# Jean Berain
Jean Bérain (Saint-Mihiel, 1640 – Parigi, 24 gennaio 1711) è stato un pittore, decoratore e incisore francese.

## Biografia

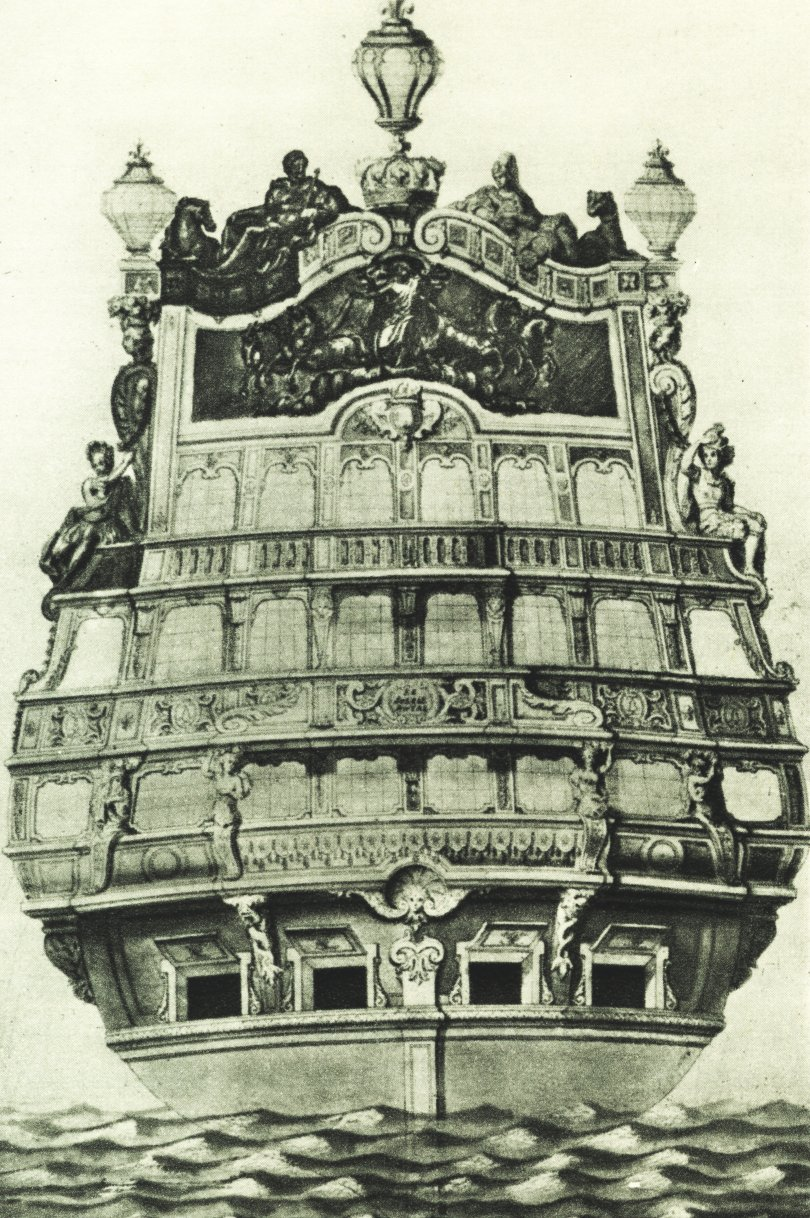
Jean Bérain, Poop of the Royal Sun, Louvre, 1670

Disegnatore di corte ai tempi di Luigi XIV, ricevette la mansione di organizzare e dirigere cerimonie, feste e spettacoli. Grazie alla sua ricca fantasia ed al suo acuto ingegno riuscì a realizzare una serie di soluzioni tecnico-ornamentali e scenografiche che contribuirono ad allietare la vita di corte del Re Sole.
Figlio di un armaiolo, nel 1663 si trasferì a Parigi, dove iniziò la sua carriera, assieme ad Henri de Gissey all'interno del palazzo del Louvre, dovendone decorare il soffitto della galleria di Apollo, che risolse in una pregevole serie di arabeschi.
Nel giro di un decennio prese il posto del suo collega de Gissey nel ruolo di disegnatore di Camera e di Gabinetto del re.
Intorno al 1680 realizzò vari disegni per le sale interne delle residenze reali, tra le quali si ricordano quelli del Gabinetto delle Medaglie.
Nel 1687 si occupò degli interni dell'Hôtel de Mailly assimilando e riadattando uno stile raffaellesco misto con un gusto grottesco.
Verso la fine del Seicento ideò il design per l'organo di S.Quintino e soprattutto eseguì per il conte di Tolosa, a Beauvais, i disegni per gli arazzi intitolati Trionfi Marini e per il Gabinetto del Delfino, a Meudon, varie decorazioni.
Suo figlio ed allievo, Jean Bérain jr. detto "il Giovane", (1678-1726), nacque e morì a Parigi. Seguì le orme del padre assumendone gli stessi ruoli ed incarichi e ricalcandone lo stesso stile.

## Lo stile Bérain
Divenne, nel giro di pochi anni, un valente incisore ed un creativo ideatore di costumi per il teatro e per balletti, organizzatore di giochi di artificio, di caroselli e di decorazioni interne, esterne e ambientali. In breve tempo inventò uno stile decorativo che prese il suo nome e che si diffuse anche nel resto dell'Europa. Infatti il suo stile fu esportato in Inghilterra e nei Paesi Bassi dal decoratore Daniel Marot, nei paesi germanici da Johann Loenhard Esyler e da Paul Decker.
Lo stile Bérain venne impiegato nelle maioliche di Rouen, di Marsiglia e da qui fu adottato anche in Spagna e nell'Italia settentrionale, basti citare le ceramiche di Torino e le ceramiche di Lodi.
Le caratteristiche peculiari dello stile Bérain furono la simmetria e la grazia compositiva; i suoi temi ricorrenti furono figure centrali divine, o di volatili o di conchiglie adagiate su piattaforme sottili, seguenti una ricorsività in verticale elegante e fantasiosa, e collegate a temi vegetali avviluppanti.
Per alcune sue tendenze, viene considerato un anticipatore del gusto Rococò.

## Opere letterarie
Una collezione significativa dei suoi disegni e progetti venne pubblicata a Parigi nel 1711 e comprese tre libri significativi: L'Œuvre de J. Bérain, Ornements inventés par J. Bérain e Œuvres de J. Bérain contenant des ornements d'architecture. Internet Archive
Désiré Guilmard in Les Maîtres ornemanistes, ci fornì una lista completa dei suoi lavori eseguiti e pubblicati.

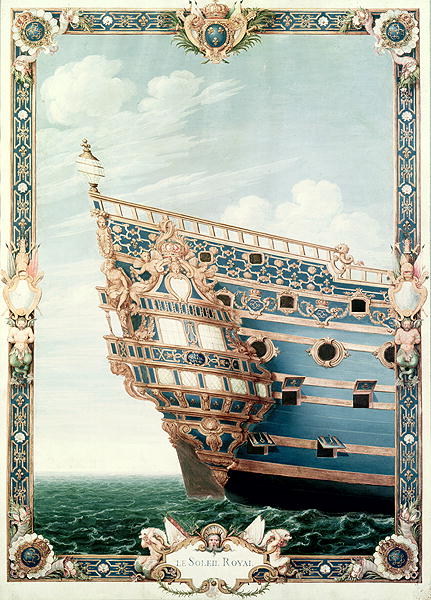
La poppa della nave Soleil Royal, 1670.
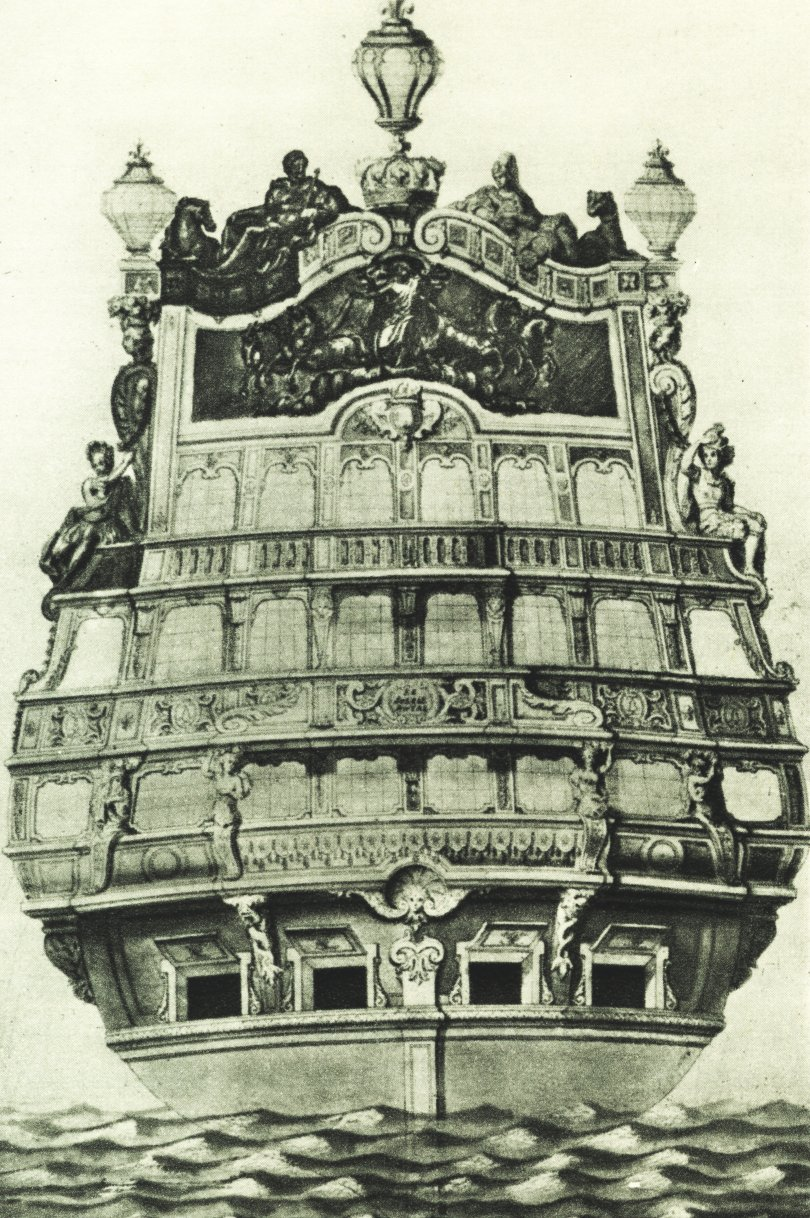
La poppa della nave Soleil Royal, 1670.
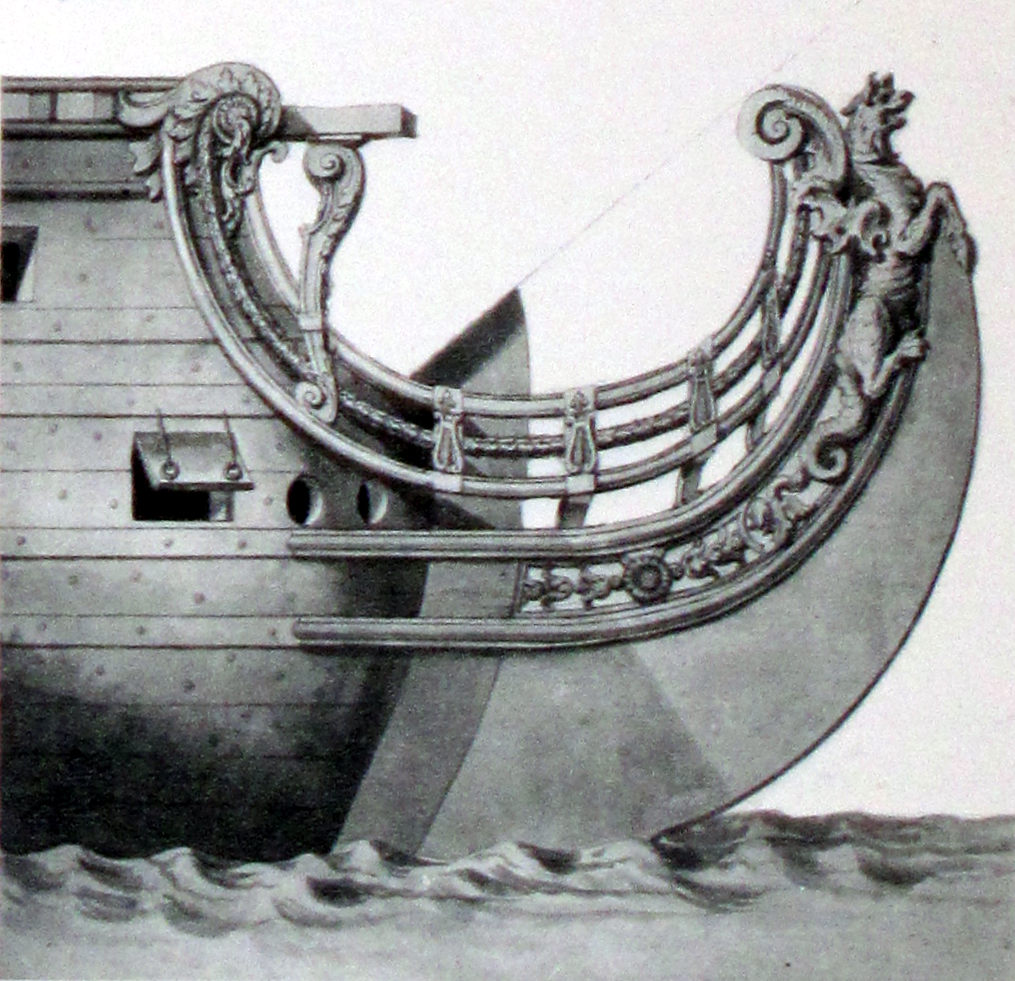
La nave Apollon.
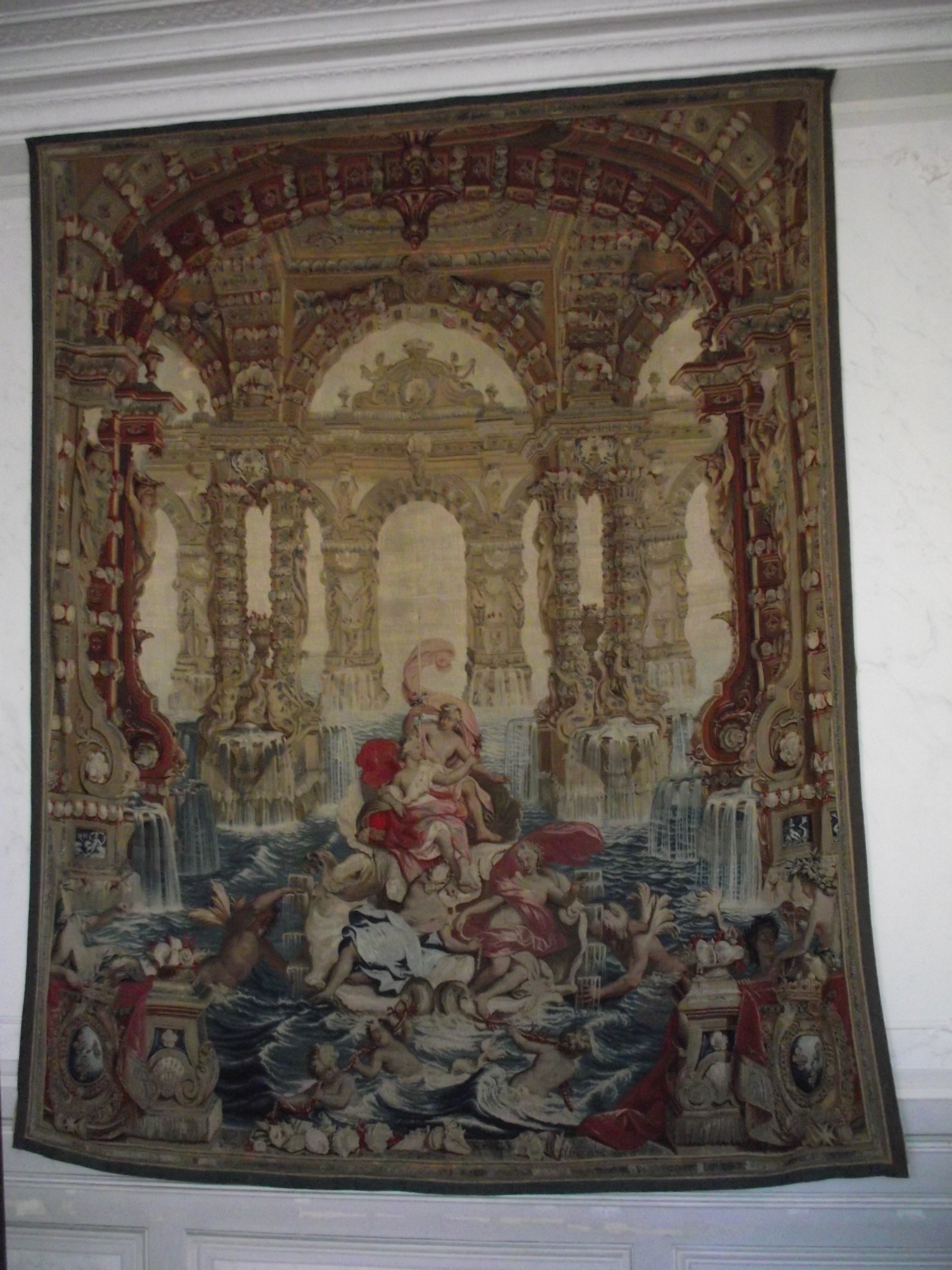
Les Triomphes marins (1698), arazzo di Beauvais.
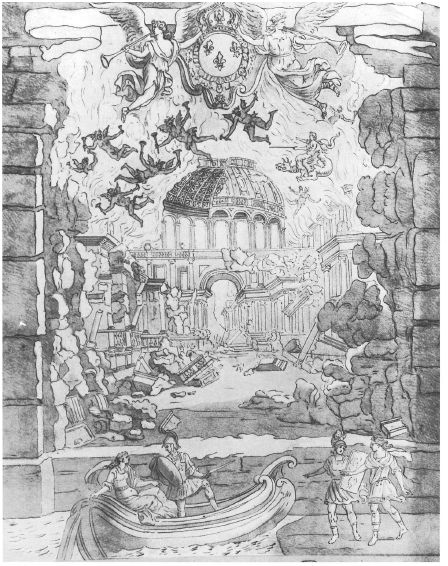
Disegno per Armide (1686) di Lully.
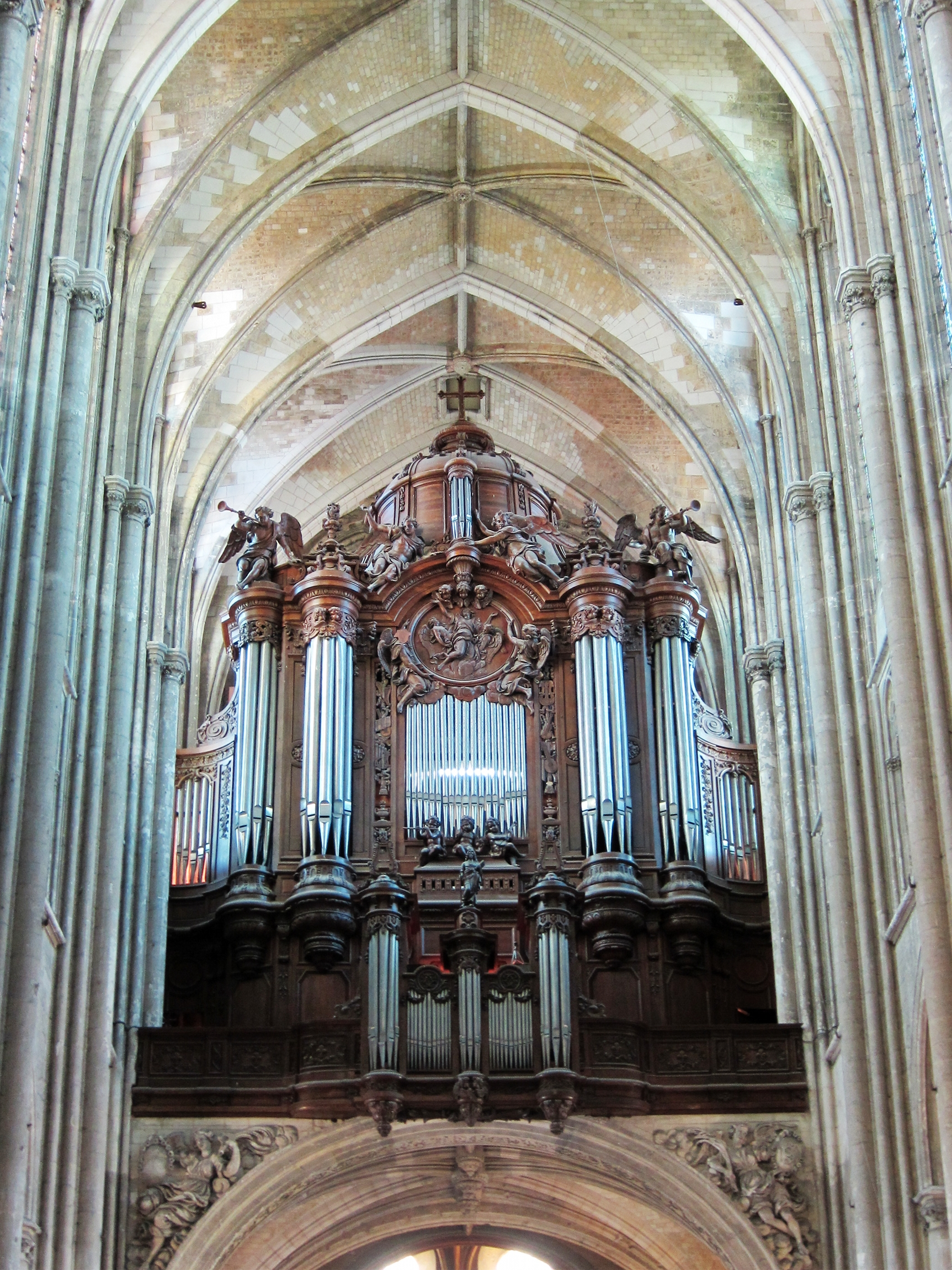
Organo della basilica di Saint Quentin (1689) a Saint-Quentin (Aisne).
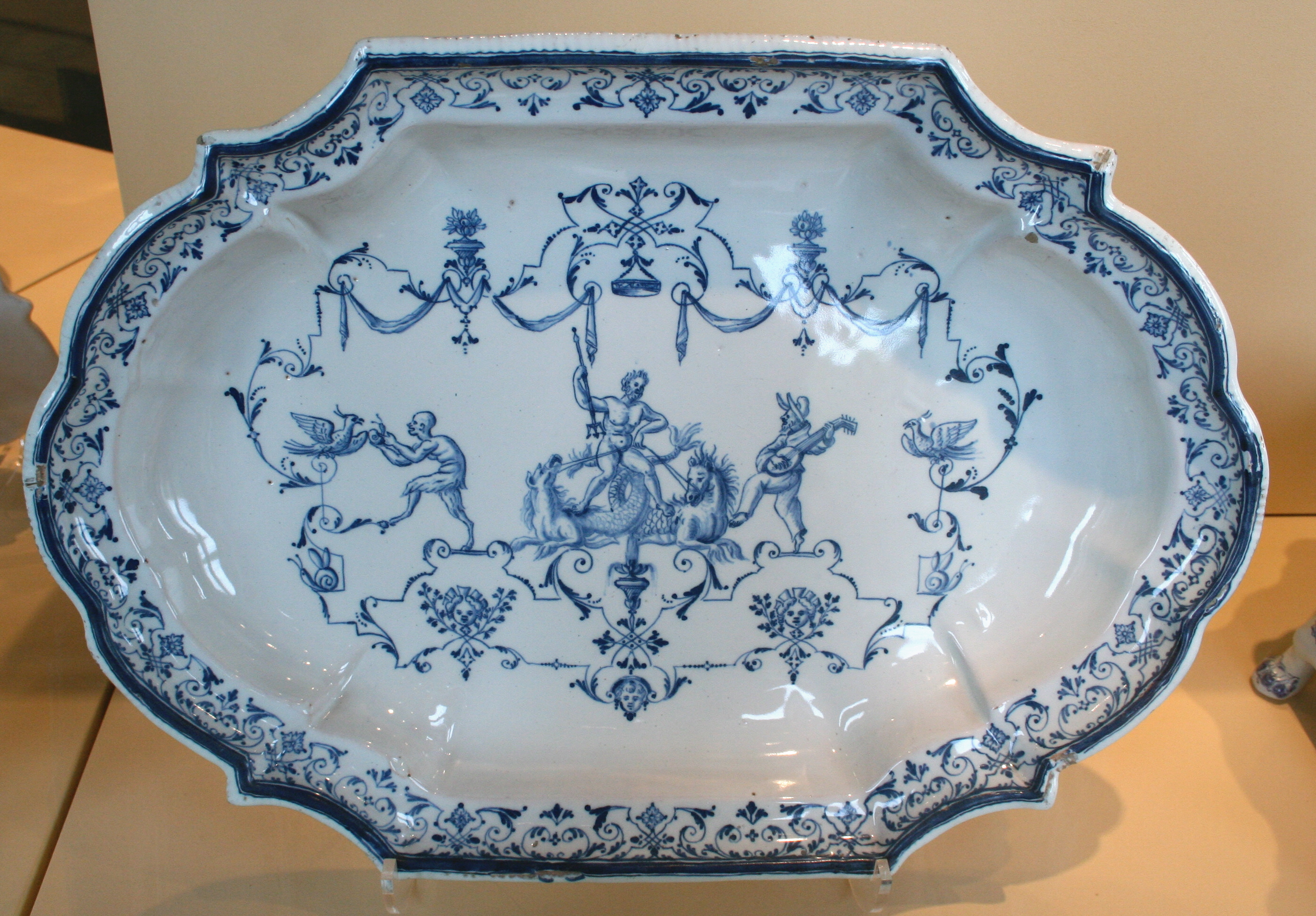
Faïence de Moustiers. Maiolica decorata in stile «à la Bérain».
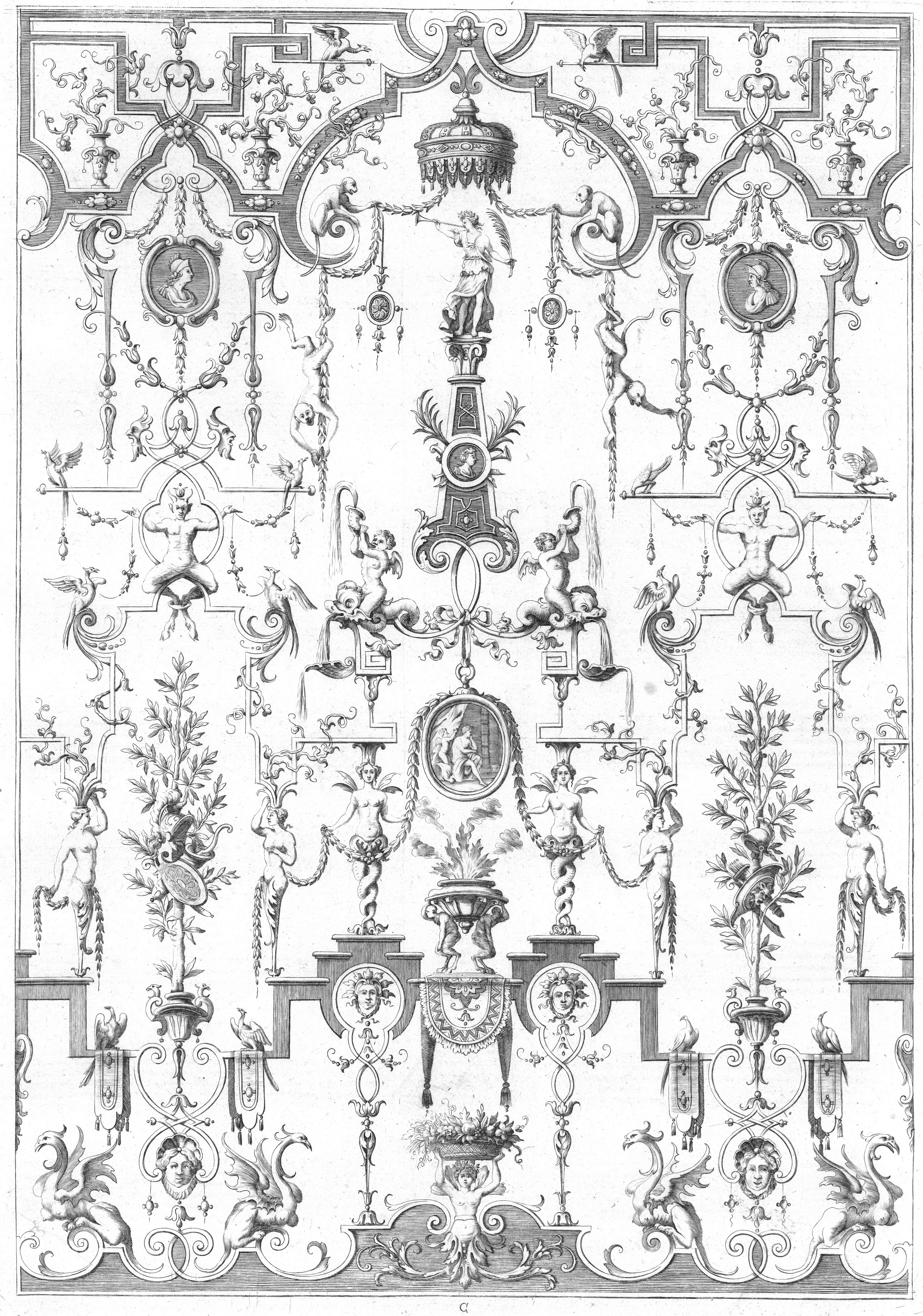
Incisione grottesca.
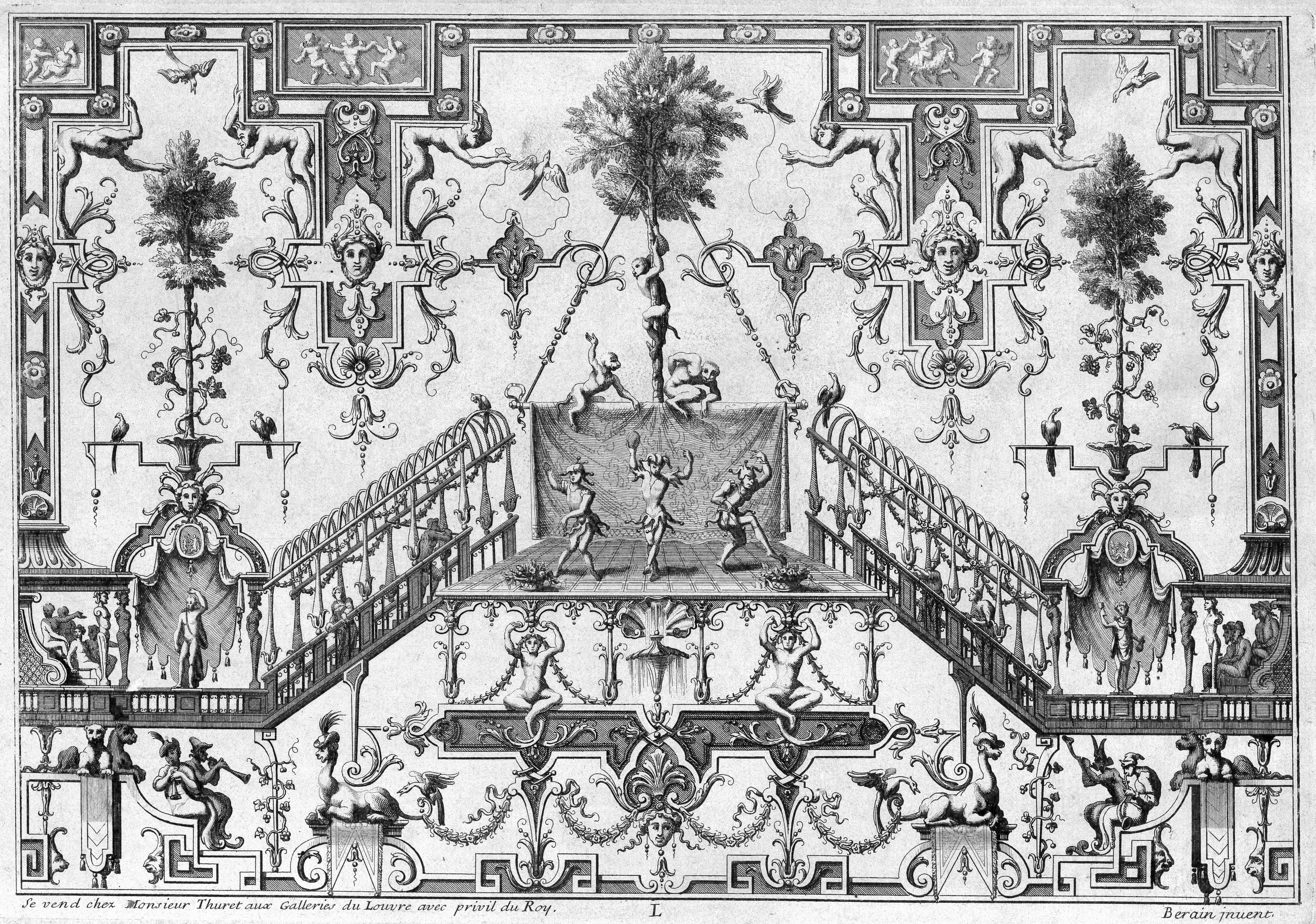
Incisione grottesca.
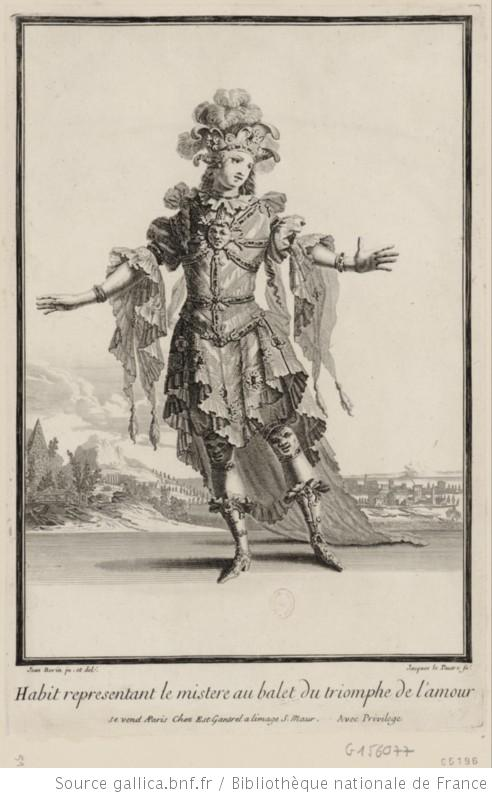
Modello per il balletto Le Triomphe de l'Amour.
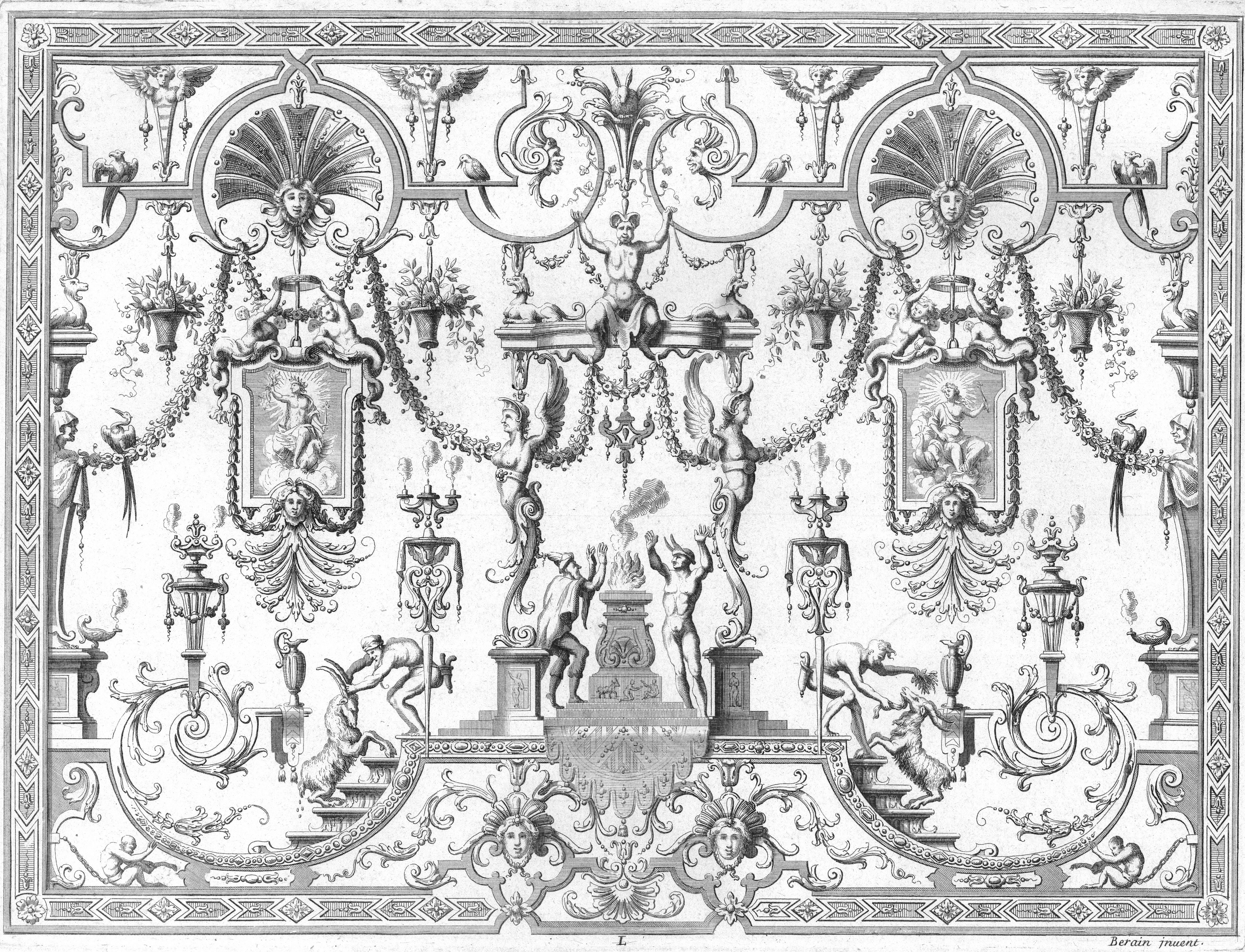
Incisione grottesca.
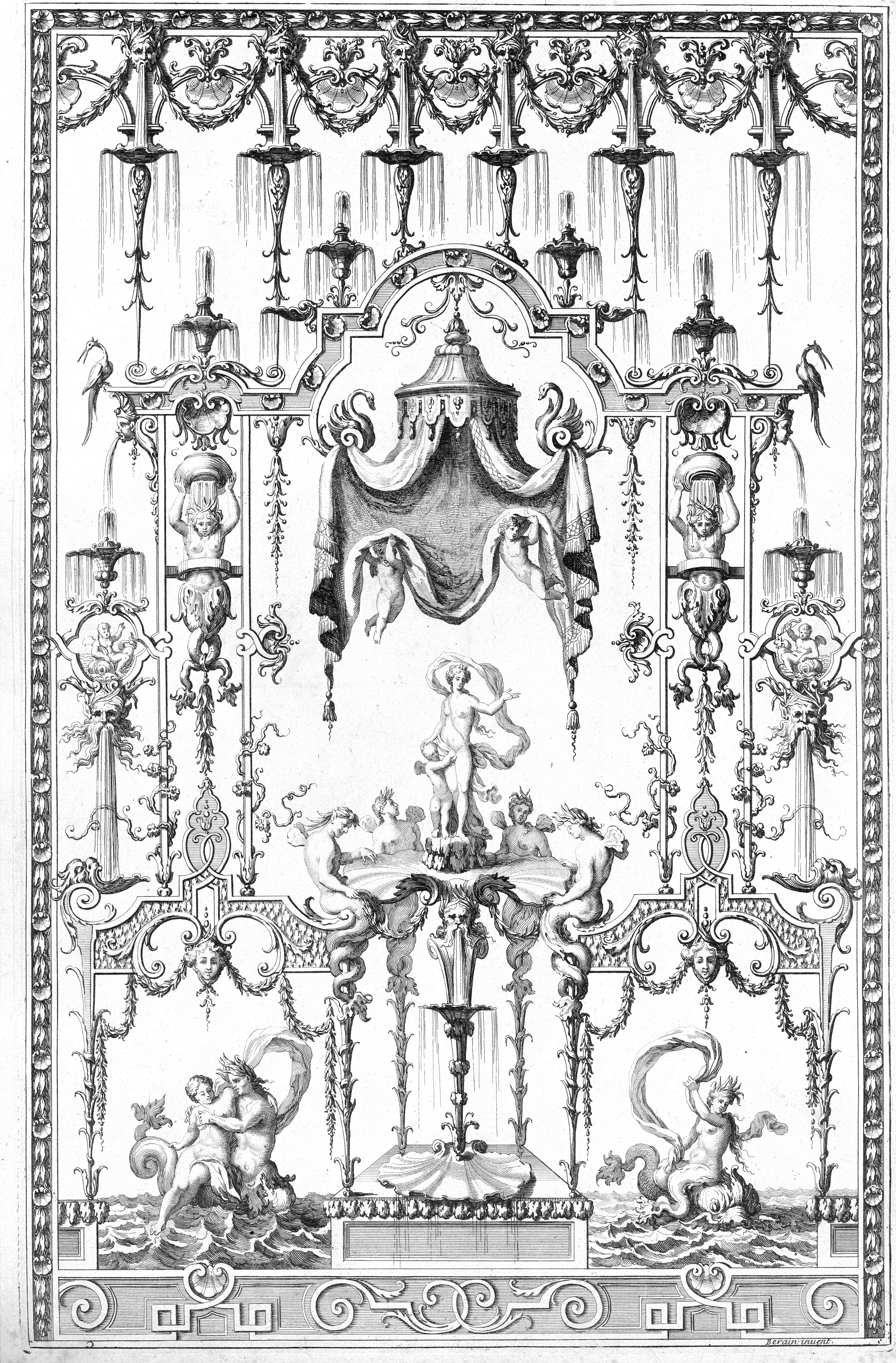
Incisione grottesca.